# Cleómenes el Cínico
Cleómenes el Cínico (Griego antiguo: Κλεομένης ο Κυνικός, alrededor del 300 a. C.) fue un filósofo cínico, alumno de Crates de Tebas . A su vez, se dice que Cleómenes enseñó a Timarco Alejandro y Équecles el Hefesio.
Cleómenes escribió una obra, la Pedagógica (Παιδαγωγικό), de la que Diógenes Laercio salvó la siguiente anécdota sobre Diógenes el Cínico:
Cleómenes en su obra "Pedagógica" escribe que los amigos de Diógenes querían comprarlo cuando fue vendido como esclavo. Pero los llamó necios por esto, porque, como dijo, los leones no son esclavos de quienes los alimentan, sino que quienes los alimentan están a su merced. El miedo, añade, es la característica del esclavo, mientras que las fieras hacen que la gente les tenga miedo.
Ο Κλεομένης στο έργο του
«Παιδαγωγικός» γράφει ότι οι φίλοι του Διογένους ήθελαν να τον εξαγοράσουν όταν είχε πουληθεί ως δούλος. Εκείνος όμως τους αποκαλούσε ανόητους για τούτο, επειδή, όπως έλεγε, τα λιοντάρια δεν είναι οι δούλοι αυτών που τα ταΐζουν, αλλά εκείνοι που τα ταΐζουν είναι στο έλεός τους. Ο φόβος, προσέθετε είναι το χαρακτηριστικό του δούλου, ενώ τα άγρια θηρία κάνουν τους ανθρώπους να τα φοβούνται.
La importancia de este texto es que es una referencia más antigua a la historia del cautiverio de Diógenes por piratas, quienes lo vendieron como esclavo en los mercados de esclavos de Corinto. Esta referencia, como la más antigua, da credibilidad a la opinión de que esta historia en particular es cierta.